# Türkədi (Sabirabad)
Türkədi è un comune dell'Azerbaigian situato nel distretto di Sabirabad. Conta una popolazione di 1 960 abitanti.